# Grupa Himalii
Grupa Himalii – grupa nieregularnych księżyców Jowisza, poruszających się ruchem prostym (zgodnie z kierunkiem obrotu planety) po orbitach o inklinacji ok. 27°.

## Charakterystyka grupy

Księżyce nieregularne Jowisza; grupa Himalii znajduje się powyżej osi i=0, razem z księżycami Temisto i Karpo.

Grupa Himalii. Na osiach odłożone są odpowiednio: odległość od Jowisza w Gm oraz inklinacja orbity. Wielkość kółek reprezentuje względne rozmiary księżyców.

Grupa jest dosyć jednolita, obejmuje satelity o podobnej, neutralnej barwie powierzchni (wskaźniki barwy: B-V = 0,66 i V-R = 0,36), podobnej do planetoid klasy C. Niewielki rozrzut parametrów orbitalnych oraz jednorodność widmowa wskazuje, że grupa może być pozostałością po kolizji, która rozbiła macierzyste ciało - przechwyconą przez Jowisza planetoidę, pochodzącą z głównego pasa.
Satelity z grupy Himalii mają:
- wielkie półosie orbit w zakresie 11,1–11,7 Gm
- mimośród w zakresie 0,112–0,217
- inklinację w zakresie 26,63–28,30
- do 160 km średnicy

## Księżyce
Do grupy tej należą (w kolejności od Jowisza):
- Leda
- Himalia
- Lizytea
- Elara
- Dia

W 2000 roku zaobserwowano po raz pierwszy obiekt oznaczony S/2000 J 11, którego wstępnie określone parametry orbitalne jednoznacznie wskazywały na przynależność do tej grupy. W późniejszych latach nie został on zaobserwowany ponownie i podejrzewano, że mógł ulec zniszczeniu w kolizji z Himalią. Dopiero obserwacje prowadzone latach 2010-2011 przy użyciu Teleskopów Magellana pozwoliły ponownie zaobserwować ten księżyc; nadano mu nazwę Dia.

## Pochodzenie
Analizy całkowe wskazują na wysokie prawdopodobieństwo kolizji na przestrzeni czasowej istnienia Układu Słonecznego pomiędzy członkami grupy (np. przeciętnie 1,5 kolizji między Himalią i Elarą). Wykazują także dość wysokie prawdopodobieństwo zderzenia między satelitami poruszającymi się ruchem prostym i wstecznym (np. Himalia i Pazyfae wykazują 27% prawdopodobieństwo kolizji w ciągu 4,5 mld lat). Na tej podstawie uważa się, że powstanie tej grupy może być wynikiem względnie niedawnego zderzenia, w przeciwieństwie do rozpadu przechwyconej planetoidy krótko po uformowaniu się planety, jakie najprawdopodobniej utworzyło grupy Karme i Ananke.
Promień macierzystego ciała wynosił prawdopodobnie około 89 km, czyli niewiele więcej niż promień Himalii, która zawiera w sobie aż 87% jego masy. Pozostałe księżyce są więc zapewne wybitymi z niej fragmentami.
Międzynarodowa Unia Astronomiczna (IAU) rezerwuje nazwy pochodzące z mitologii greckiej, kończące się na "-a" dla księżyców z grupy Himalii.